# محیبیب
محیبیب (به عربی: محیبیب) یک منطقهٔ مسکونی در لبنان است که در شهرستان مرجعیون واقع شده‌است.